# Ernst von Manstein
Ernst Christoph Friedrich von Manstein (* 20. August 1794 in Klein-Warthe, Kreis Neiße; † 23. November 1876 in Berlin) war preußischer Generalleutnant.

## Leben

### Herkunft
Ernst war der Sohn des gleichnamigen preußischen Leutnants Ernst von Manstein (1751–1794) und dessen Ehefrau Friederike Amalie, geborene von Pannwitz (1762–1832). Sein Vater war zunächst Herr auf Kommern und Fuchswinkel, später auf Klein-Warthe.

### Militärkarriere
Manstein besuchte die Kadettenhäuser in Kalisch und Berlin. Anschließend trat er als Sekondeleutnant in das Leib-Infanterie-Regiment der Preußischen Armee ein. Während der Befreiungskriege kämpfte er in den Schlachten bei Großgörschen, Bautzen und an der Katzbach. Beim Übergang bei Wartenburg wurde Manstein durch einen Schuss in die Brust schwer verwundet und mit dem Eisernen Kreuz II. Klasse ausgezeichnet. Nach seiner Gesundung nahm er an den Gefechten bei Bunzlau, Fleurus, Wavre, Saint Germain und Chatillon teil. In der Zeit wurde er am 1. Juli 1813 Adjutant des Generals von Horn und ab dem 8. November 1813 Adjutant des späteren Generals von Zepelin.
Nach dem Krieg stieg Manstein Mitte August 1816 zum Premierleutnant auf und absolvierte bis 1819 zur weiteren Ausbildung die Allgemeine Kriegsschule. Vom 1. Juli 1821 bis zum 1. Mai 1823 war zum Topographischen Büro kommandiert. Am 14. Mai 1829 wurde er zum Hauptmann und Kompaniechef. Mit der Beförderung zum Major wurde Manstein am 30. März 1837 Kommandeur des III. Bataillons im 23. Landwehr-Regiments in Oppeln. Daran schloss sich ab dem 31. März 1846 eine Verwendung im 22. Infanterie-Regiment und im Jahr darauf die Beförderung zum Oberstleutnant an. Am 6. Juni 1848 wurde Manstein zum Kommandeur des 21. Infanterie-Regiments ernannt. Zugleich fungierte er ab 9. Dezember 1848 auch als Präses der Examinationskommission für Portepeefähnriche der 4. Division. Nachdem man ihn am 19. November 1849 zum Oberst befördert hatte, wurde er am 4. Dezember 1849 zum Kommandeur des 8. Infanterie-Regiments (genannt Leib-Infanterie-Regiment) ernannt. Am 22. September 1852 erhielt Manstein das Kommando über die 3. Infanterie-Brigade in Danzig und wurde am 7. Oktober 1852 à la suite seines bisherigen Regiments gestellt. Er wurde am 22. März 1853 zum Generalmajor befördert und am 12. September 1856 mit dem Roten Adlerorden II. Klasse mit Eichenlaub ausgezeichnet. Unter Verleihung des Charakters als Generalleutnant wurde Manstein am 3. Dezember 1857 mit Pension zur Disposition gestellt. Er starb am 23. November 1876 in Berlin und wurde am 25. November 1876 auf dem Matthäi-Friedhof beigesetzt.
In seiner Beurteilung aus dem Jahr 1847 schrieb sein Kommandeur: „Ein ganz vorzüglich begabter Stabsoffizier, der in Bezug auf Intelligenz, praktische Brauchbarkeit, Pflichttreue, Moralität und wissenschaftliche Bildung hochgestellt zu werden verdient und zur Beförderung außer der Tour daher gewissenhaft empfohlen werden kann.“

### Familie
Manstein heiratete am 6. Dezember 1820 in Guben Charlotte Philippine Heym, eine Tochter des Bürgermeisters und Landesältesten von Guben, Michael Friedrich Edmann Heym. Die Ehe wurde am 30. September 1833 geschieden. Daraufhin heiratete er am 23. November 1834 in Küstrin Nathalie Koppin (1807–1885), die Tochter des Baurates und Deichhauptmanns Ludwig Lebrecht Koppin. Das Paar hatte mehrere Kinder:
- Ernst (1840–1846)
- Anna Wilhelmine (* 1841) ⚭ 29. August 1871 Heinrich von Hartmann († 1888), Domänenpächter in Boesha bei Groß-Kanizsa, Ungarn
- Elvira (1845–1896)